# Hochalp
Hochalp är ett berg i Schweiz.   Det ligger i kantonen Appenzell Ausserrhoden, i den östra delen av landet, 140 km öster om huvudstaden Bern. Toppen på Hochalp är 1 530 meter över havet, eller 410 meter över den omgivande terrängen. Bredden vid basen är 7,4 km.
Terrängen runt Hochalp är kuperad åt nordväst, men åt sydost är den bergig. Runt Hochalp är det ganska glesbefolkat, med 35 invånare per kvadratkilometer.. Närmaste större samhälle är Sankt Gallen, 18,8 km nordost om Hochalp. 
I omgivningarna runt Hochalp växer i huvudsak blandskog.